# Nicolás Massú
Nicolás Alejandro Massú Fried (sinh ngày 10 tháng 10 năm 1979), biệt danh Ma cà rồng, là cựu vận động viên quần vợt chuyên nghiệp người Chile và huấn luyện viên. Anh từng đạt vị trí số 9 thế giới và sở hữu 2 Huy chương Vàng Thế vận hội. Massú là vận động viên quần vợt nam duy nhất giành được Huy chương Vàng cả hai nội dung đơn và đôi trong cùng một kỳ Thế vận hội (kể từ năm 1988) và cũng là 2 chiếc Huy chương Vàng Thế vận hội duy nhất của nền thể thao Chile. Massú từng vào tới chung kết Madrid Masters năm 2003, bên cạnh 6 danh hiệu đơn trong sự nghiệp.

## Sự nghiệp huấn luyện
Massú từng là huấn luyện viên của Dominic Thiem, giúp tay vợt này vô địch các giải đấu quan trọng như Mỹ mở rộng 2020 và Indian Wells Masters 2019. Massú đã chơi một giải đấu đôi vào năm 2019, đánh cặp với em trai của Dominic, Moritz Thiem.
Anh hiện đang huấn luyện Hubert Hurkacz kể từ tháng 11 năm 2024.

## Chung kết ATP

### Đơn: 15 (6 danh hiệu, 9 á quân)
| Giải đấu                            |
| ----------------------------------- |
| Grand Slam (0–0)                    |
| Olympic Gold (1–0)                  |
| ATP Masters Series (0–1)            |
| ATP International Series Gold (1–1) |
| ATP Tour (4–7)                      |

| Finals by surface |
| ----------------- |
| Cứng (1–2)        |
| Đất nện (5–7)     |
| Cỏ (0–0)          |
| Thảm (0–0)        |

| Kết quả | Thắng-Thua | Ngày     | Giải đấu                | Mặt sân  | Đối thủ             | Tỷ số                   |
| ------- | ---------- | -------- | ----------------------- | -------- | ------------------- | ----------------------- |
| Á quân  | 0–1        | May 2000 | Orlando, Mỹ             | Đất nện  | Fernando González   | 2–6, 3–6                |
| Á quân  | 0–2        | Jan 2001 | Adelaide, Úc            | Cứng     | Tommy Haas          | 3–6, 1–6                |
| Vô địch | 1–2        | Feb 2002 | Buenos Aires, Argentina | Đất nện  | Agustín Calleri     | 2–6, 7–6(7–5), 6–2      |
| Vô địch | 2–2        | Jul 2003 | Amersfoort, Hà Lan      | Đất nện  | Raemon Sluiter      | 6–4, 7–6(7–3), 6–2      |
| Á quân  | 2–3        | Jul 2003 | Kitzbühel, Áo           | Đất nện  | Guillermo Coria     | 1–6, 4–6, 2–6           |
| Á quân  | 2–4        | Sep 2003 | Bucharest, Romania      | Đất nện  | David Sánchez       | 2–6, 2–6                |
| Vô địch | 3–4        | Sep 2003 | Palermo, Ý              | Đất nện  | Paul-Henri Mathieu  | 1–6, 6–2, 7–6(7–0)      |
| Á quân  | 3–5        | Oct 2003 | Madrid, Tây Ban Nha     | Cứng (i) | Juan Carlos Ferrero | 3–6, 4–6, 3–6           |
| Vô địch | 4–5        | Jul 2004 | Kitzbühel, Áo           | Đất nện  | Gastón Gaudio       | 7–6(7–3), 6–4           |
| Vô địch | 5–5        | Aug 2004 | Athens Olympics         | Cứng     | Mardy Fish          | 6–3, 3–6, 2–6, 6–3, 6–4 |
| Á quân  | 5–6        | Feb 2006 | Viña del Mar, Chile     | Đất nện  | José Acasuso        | 4–6, 3–6                |
| Vô địch | 6–6        | Feb 2006 | Costa do Sauípe, Brazil | Đất nện  | Alberto Martín      | 6–3, 6–4                |
| Á quân  | 6–7        | Apr 2006 | Casablanca, Ma rốc      | Đất nện  | Daniele Bracciali   | 1–6, 4–6                |
| Á quân  | 6–8        | Jul 2006 | Amersfoort, Hà Lan      | Đất nện  | Novak Djokovic      | 6–7(5–7), 4–6           |
| Á quân  | 6–9        | Feb 2007 | Viña del Mar, Chile     | Đất nện  | Luis Horna          | 5–7, 3–6                |

### Đôi: 3 (1 danh hiệu, 2 á quân)
| Legend                              |
| ----------------------------------- |
| Grand Slam (0–0)                    |
| Olympic Gold (1–0)                  |
| ATP Masters Series (0–0)            |
| ATP International Series Gold (0–1) |
| ATP Tour (0–1)                      |

| Finals by surface |
| ----------------- |
| Cứng (1–0)        |
| Đất nện (0–2)     |
| Cỏ (0–0)          |
| Thảm (0–0)        |

| Result  | No. | Date     | Championship       | Surface | Partner            | Opponents                       | Score                        |
| ------- | --- | -------- | ------------------ | ------- | ------------------ | ------------------------------- | ---------------------------- |
| Á quân  | 1.  | Mar 2004 | Acapulco, Mexico   | Đất nện | Juan Ignacio Chela | Bob Bryan Mike Bryan            | 2–6, 3–6                     |
| Vô địch | 1.  | Aug 2004 | Athens Olympics    | Cứng    | Fernando González  | Nicolas Kiefer Rainer Schüttler | 6–2, 4–6, 3–6, 7–6(9–7), 6–4 |
| Á quân  | 2.  | Jul 2005 | Amersfoort, Hà Lan | Đất nện | Fernando González  | Martín García Luis Horna        | 4–6, 4–6                     |